# 歌川派

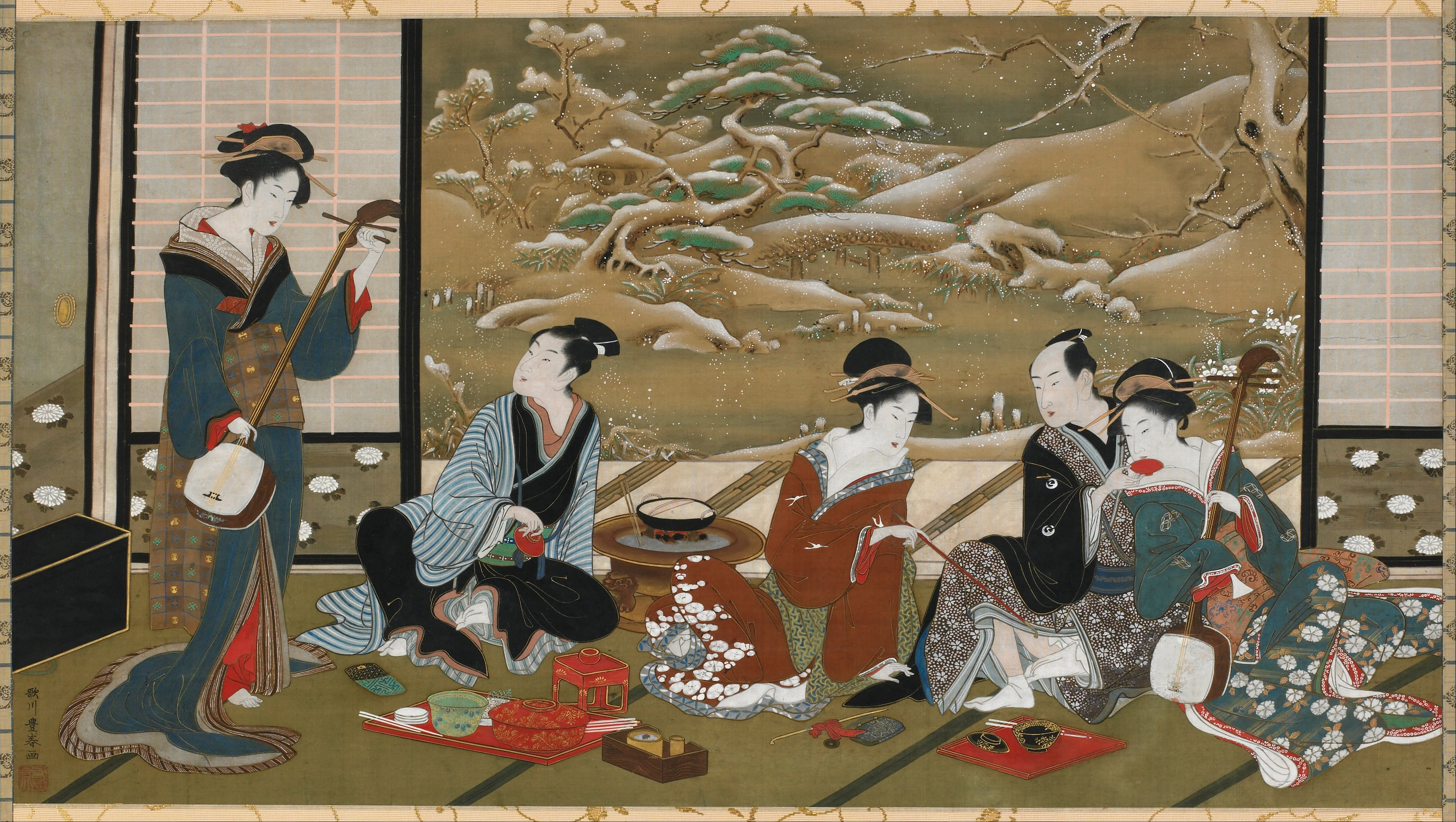
豊春画。A Winter Party（フリーア美術館所蔵）

歌川派（うたがわは）とは歌川一門ともいい、江戸時代後期から明治にかけて大きな勢力を持った浮世絵師の一流派である。芝居小屋や役者にとって、歌川一門は似顔絵を錦絵にしてもらうという宣伝効果があり持つつ持たれつの関係にあった。歌川派の浮世絵はゴッホなど印象派の画家にも影響を与えた。
浮世絵版画に西洋の遠近法を取り入れた歌川豊春から始まり、歌川豊国、歌川豊広が弟子となった。幕末には、美人画を得意とした歌川国貞（三代目豊国、豊国の門人）や、武者絵の歌川国芳、風景画の歌川広重がいる。明治期にも国貞と国芳の各一門は一大勢力であったが、浮世絵の需要は新しい写真技術などにとってかわられていくことになった。

## 系譜

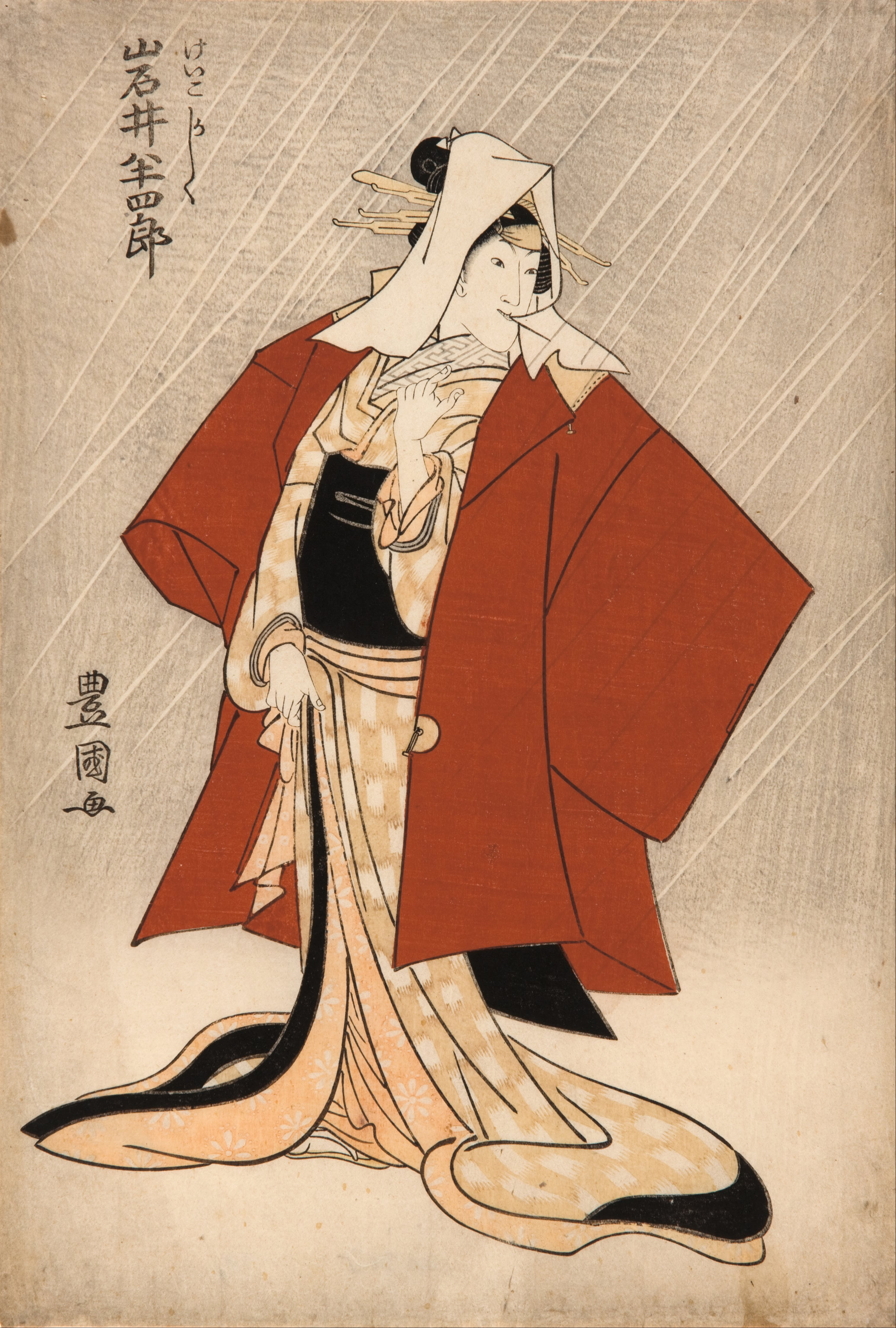
豊国画。五代目・岩井半四郎、1808年作。

浮世絵の祖ともされる奥村政信の浮世絵は、透視図法（遠近法）に正確なものではなく役者と観客をほぼ同じ大きさに描き、歌川派の祖である歌川豊春でも空間の奥行きを描いたが投影図法の原則に正確に従ったものではない。
歌川豊春（1735年 - 1814年）から始まり、著名な門人に歌川豊国（1769年 - 1825年）、歌川豊広（1774年 - 1830年）がある。
豊国は役者似顔絵師として人気で、芝居役者に熱中する女子供らがその似顔絵を肌身離さず携帯したものである。文化年間には豊国の画風は大きく変化し、それ以前には見られない風に目や鼻をより強調し輪郭を鋭角化し、同時期の国貞など歌川派の役者絵に影響を与えていくこととなった。文政年間には美人画でも名声を得ており、ほかに服飾品や袋を詳細に描き、背景に猫を登場させたことも特徴的である。幕府は寺社奉行を通じて歌川一門に特権を与えた。

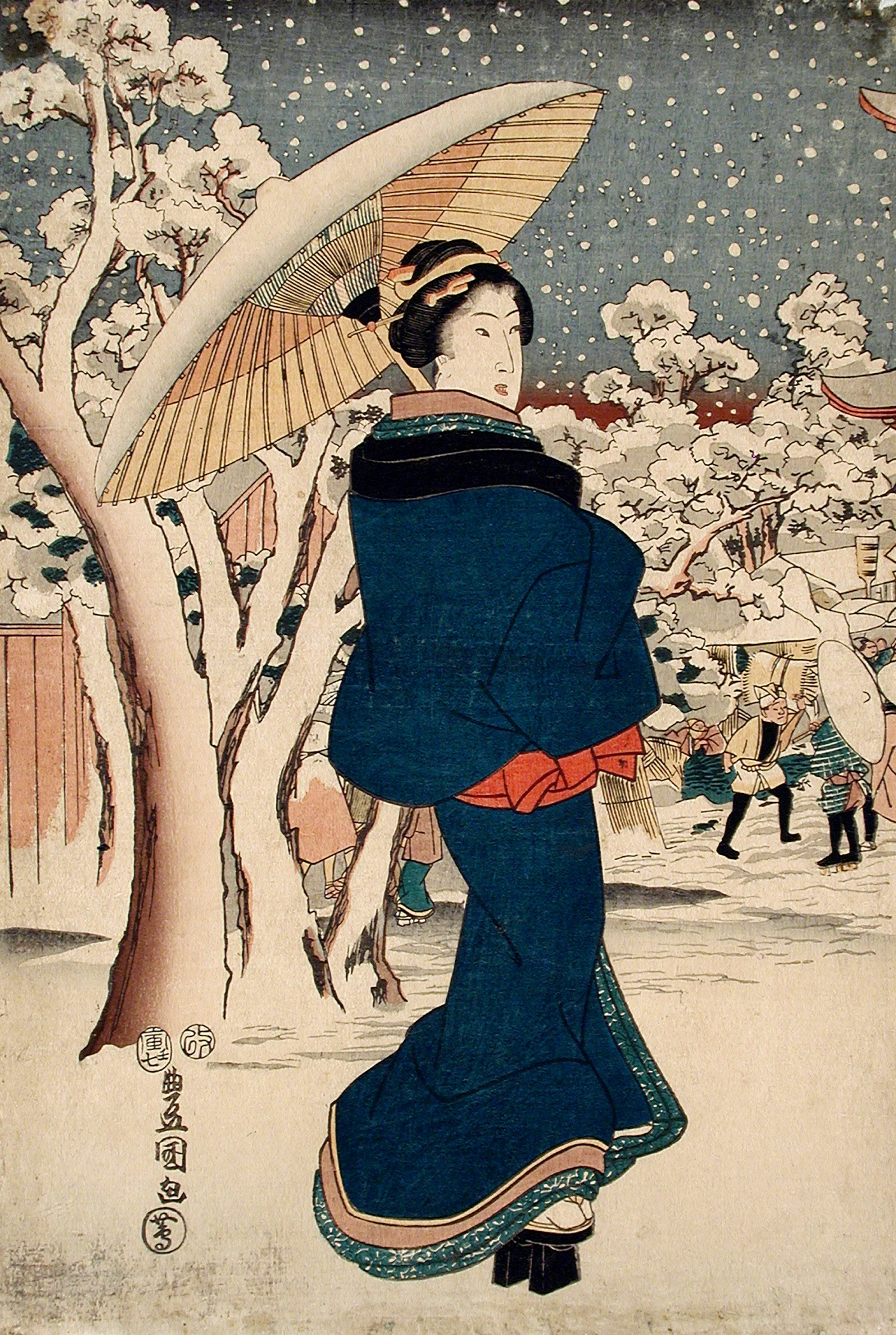
国貞作。Beauty Walking on a Snowy Day

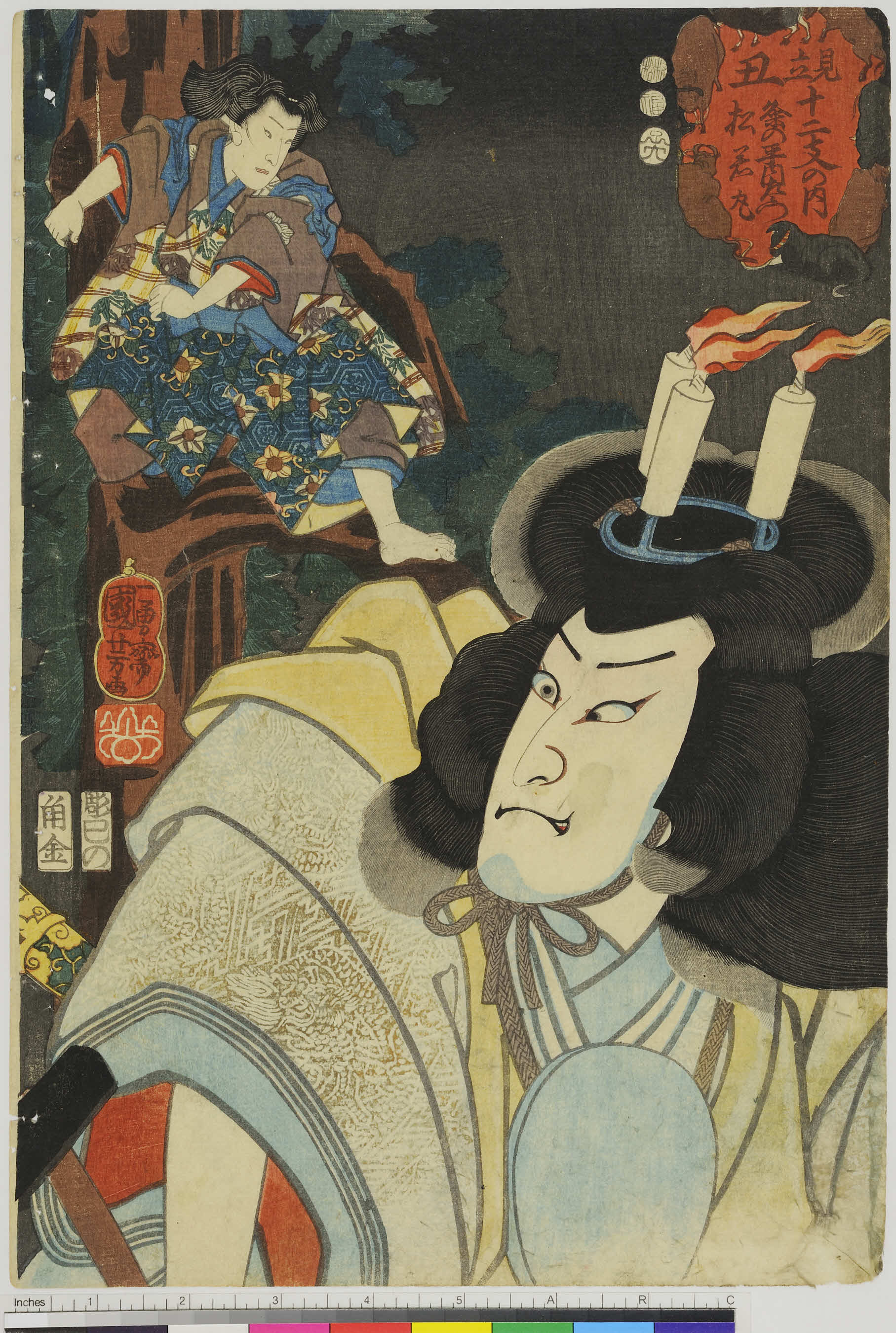
国芳作。松若丸。

歌川豊国は、豊春の弟子のうちでも影響が大きく、国直、国政、国芳、国貞などへと分岐した。
豊重は文政元年（1818年）に豊国の門人で、文政8年に二代目豊国を襲名したが、この名乗り方が見られるのは天保5年ごろまでである。同じく門人の国貞の重圧により豊重は引っ越し、国貞が二代目豊国を名乗り、「偽の豊国」とからかわれた（国貞は三代目とされる）。豊重は親族を跡継ぎにしたいとし、甥の和田安五郎を呼び歌川国鶴（もう一人の四代目豊国）を名乗らせ、国鶴には横浜港や横浜商館の作品がある。四代目歌川豊国は、国貞の系譜の人物で香蝶楼、一陽斎を名乗ったこともある。国貞は美人画、国芳は武者絵、歌川広重は風景画で人気を博した。

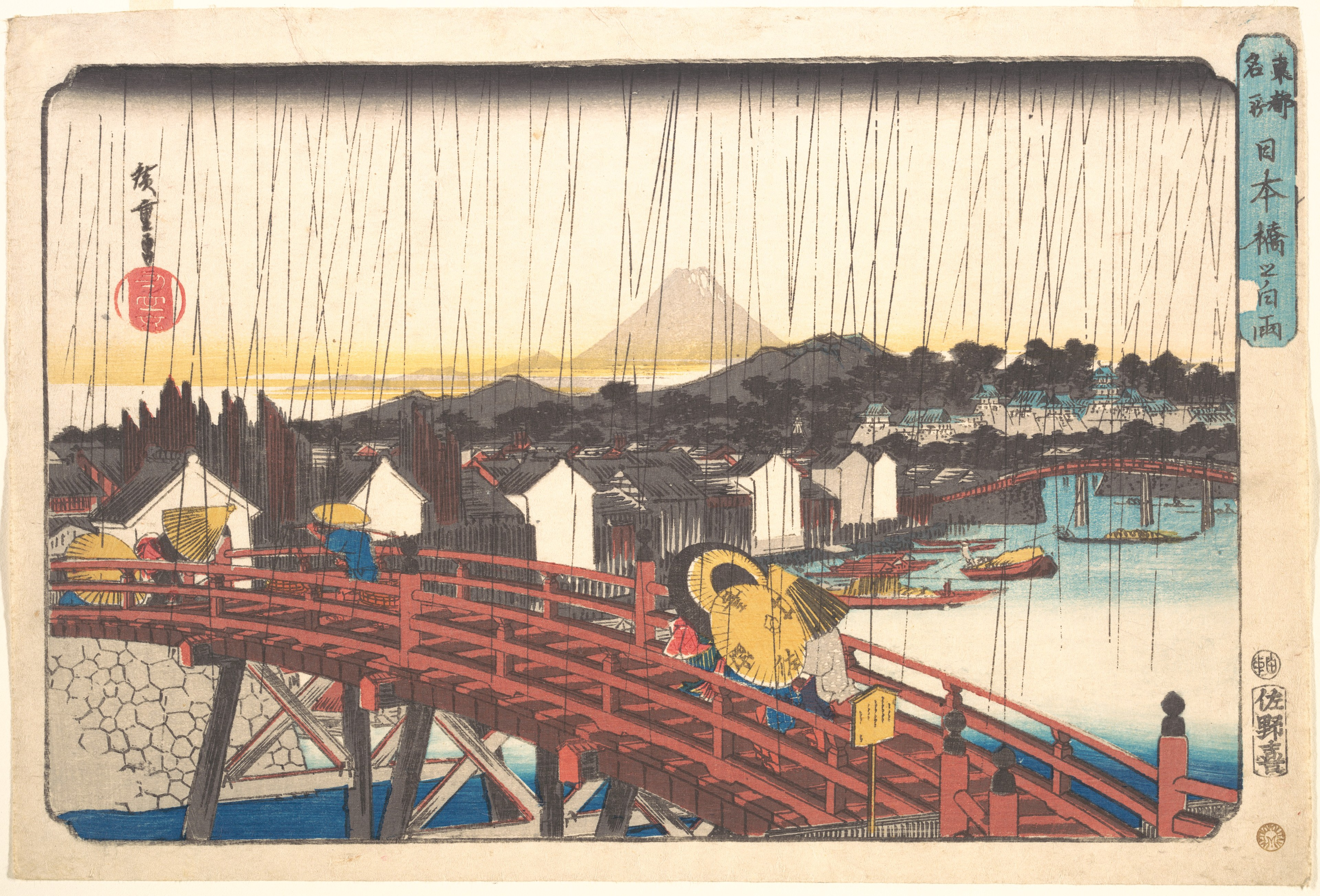
広重作。「東都名所 日本橋の白雨」1833年。

歌川広重（1797年 - 1858年）は名所や街道を描き、1つの消失点に向かう一点透視図法や二点透視図法を使っており、この図法を駆使できた。
幕末には、豊国の弟子である国貞や国芳は、多数の弟子がおり大きな勢力となった。国貞系では、景観図や双六など保守的な題材が多く、美術史に大きな影響を与えるような弟子は出なかった。国芳系では、戦争画や横浜絵を迫真たる画力で描き、月岡芳年、水野年方、鏑木清方など近代日本画へと続くことになる。

### 明治
国芳・国貞のそれぞれの一門は多人数となり、明治には錦絵を独占しており文明開化に伴った開化絵、戦争絵といった題材も扱った。明治初期の歌川派については、写真など新技術への移行前段階として歌川国芳への研究が集中している。1873年（明治6年）には文部省が教育目的の錦絵104枚を発行し、「文部省製本所発行記」との朱印が押され、うち30枚は開化絵を得意とした曜斎国輝（二代目歌川国輝、国貞系）のものである。次第に、洋画や西洋文化の流入で、芸術品としての浮世絵から報道のための絵となり、そしてこれも写真技術にその座を奪われことで終焉を迎えることになる。
明治維新後は歌川一家は横浜に居を構えており、歌川国鶴（もう一人の四代目豊国）らは絵を描き絵菓子を売り生計を立てていたが、それまで入れ墨の下絵を浮世絵師の手で用意したものの政府が入れ墨禁止令を出したため、しばらく落ちない絵を体に直接描くようになり、これを描いてほしいと人々が殺到し財を成したということもあった。
幕末には、一門のしきたりは消滅していくのだが、2代目歌川豊国の弟子となり没後三代目に師事して髭年之丸を指定されていた歌川国鶴は、跡取りも髭年之丸（後述）も決めずに死んでしまった。四代目歌川国政（梅堂国政）が歌川一門に寄合をもちかけ、国鶴の長男を二代目歌川国鶴とし、次男に五代目歌川豊国（歌川国松）を名乗らせると決定した。
六代目歌川豊国となると、大正末の21歳（1920年代）の時に写真背景の絵を描くことで独立し、それも1941年（昭和16年）には絵の資材を入手するため軍需工場の経営にまわり、長いブランクを経て浮世絵の道に戻った。

## 家

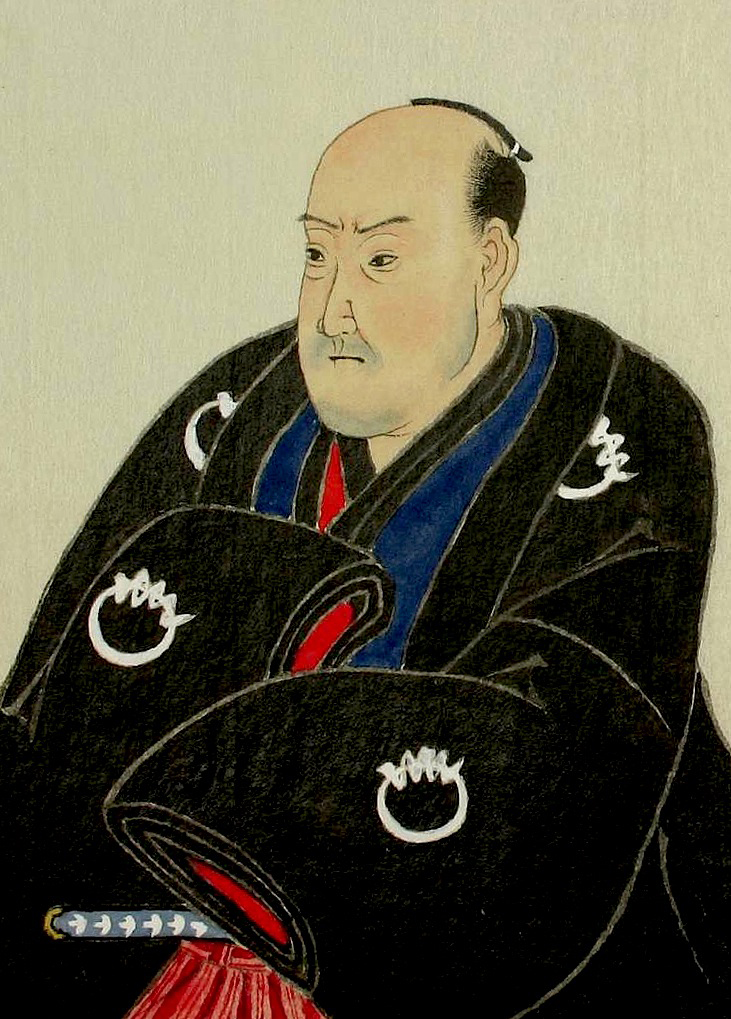
国貞作。「歌川豊国肖像」歌川一門の家紋「年之丸」の紋服を着る。

1980年代後半の浮世絵の百科事典から、歌川派には151名が数えられ、さらに国貞系に147名、国芳系に173名である。
歌川派に弟子入りした後に技量が認められれば、歌川一門に正式に認められ、長が歌川姓と名乗りを与え、他家にはない歌川独自の家紋である「年之丸」の使用が許可される。「年」を丸く図案化したもので、浮世絵研究者は「年玉」と呼ぶ。これは、以前からある家紋のように血筋を示すものではない。分かりやすい家紋であり、紋付の着物は当時の江戸の芝居小屋の入場券代わりとなった。
跳ね線に一線増えたほぼ同じ形の家紋に「髭年之丸」があり、宗家の長とその跡取りの2人のみが用い、この紋付の着物を着用した。大家族となりうる歌川一門のしきたりとして次の長を決めておいたということであり、跡取りの条件は、人格と浮世絵の技量が主になるが、入門時の名前には既に大きな関係が表れていた。この家紋を用いる家には、幕府からの紋服などの贈り物があった。
歌川一門は絵の美しさに着目するだけでなく、生活と密着し大衆と共にあろうとし、画家や絵師という言葉にいくらかの反感を持って自らを「画工」と称し、その作品にしばしば「画工 歌川○○」と署名した。

## 版木
錦絵の元となる版木は削ってリサイクルされたため残っていることはまれだが、国立歴史民俗博物館に弘化2年から嘉永元年（1845-1848年）のものとみられる「歌川派錦絵版木」群368枚として単独の版元のものが大量に残っていた。このことによって染料の科学分析も可能となり以下の結果となった。
- 黒 - 炭由来の炭素。
- 赤 - 1点から、鉛に硫黄と硝石を加えて焼いた酸化鉛。
- 青 - フェロシアン化第二鉄、これはベロ藍と呼ばれたプルシアンブルー。
- 黄 - ベロ藍に硫黄を混ぜたもの。

## 美術館
美術館
- ゴッホが愛した歌川派（浮世絵）美術館（長野県大町市）- 2010年に開館し、歌川派を中心に約30点の浮世絵を展示する。[10]

展示会
- 歌川派の全貌展 肉筆浮世絵の華（1980年、新宿・小田急百貨店）[11]
- 歌川派展（1986年ほか、東京・太田記念美術館）[12]
- 浮世絵歌川派展 豊春から初代広重まで（1986年、大分県立美術館）
- 浮世絵歌川派3巨匠展 : 国貞・国芳・広重の世界（1991年、山口県立美術館）[13]
- 広重 名所江戸百景と歌川派展（2010年、岐阜・光ミュージアム）[14]
- 歌川派と歌舞伎（2015年、東京・足立区立郷土博物館）[15]
- 歌川派―豊春から国芳、広重まで（2019年、大分県立美術館）[16]